# 峰高街道
峰高街道，是中华人民共和国重庆市荣昌区下辖的一个乡镇级行政单位。

## 行政区划
峰高街道下辖以下地区：
阳光社区、峨嵋社区、东湖社区、石盘村、唐冲村、阳岩村、五马村、凤凰村、云教村、千秋村和金银村。